# Casa talayótica de Biniparratx Petit
La casa talayótica de Biniparratx Petit (también Biniparratxet Petit) es una vivienda prehistórica de la isla balear de Menorca, en España. El edificio de la Edad del Hierro data del siglo IV. a. C. y se atribuye a la fase tardía o post-talayótica de la cultura talayótica. Fue excavado en 1995 en el extremo sur de la pista del aeropuerto de Menorca y trasladado a su ubicación actual en la zona verde frente al edificio del aeropuerto.

## Descripción
La casa es un edificio circular con un patio interior y un edificio anexo junto a la puerta de entrada. Este tipo de edificio, también llamados «círculos», es característico de los últimos asentamientos talayóticos de Menorca y se encuentran exclusivamente en esta isla. Todos los círculos encontrados son muy similares en tamaño, forma y distribución espacial. Son edificios circulares, sin ventanas, bordeados por un muro de doble pared. En el exterior, el muro está ensamblado a partir de grandes bloques planos de piedra. La pared interior, por otro lado, consta de piedras mucho más pequeñas. El espacio entre las paredes está lleno de escombros y tierra. La superficie total de la pequeña casa talayótica de Biniparratx es de 128 m². Pero sólo 63 de ellos fueron útiles, el resto de la superficie está formada por el doble muro exterior y los tabiques interiores.
El único acceso a la casa talayótica es a través de la puerta sur (3), junto a la cual se encuentra - aun fuera – una cisterna. Las jambas de las puertas están formadas cada una por tres grandes piedras apiladas una encima de la otra. Encima de las jambas hay un monolito ortoedro a modo de dintel . Al patio interior abierto (4) se accede a través del portón, en torno al cual se disponen radialmente las estancias de la casa. El patio está delimitado por cinco columnas exentas que alguna vez sostuvieron el techo y sobre las cuales se unen los tabiques entre las habitaciones individuales. La parte nororiental del patio está cerrada por un muro semicircular y contiene el hogar (5). En la esquina noroeste hay una pequeña cisterna (6). Sin embargo, también puede haber sido una especie de altar de la casa, ya que en el fondo se encontraron varios restos de una copa de sacrificios.
La estancia más grande (10) está en el norte de la casa. Debido a la pendiente natural del subsuelo, está construida un poco más alta que las otras habitaciones y se accede a través de tres escalones. Hay tres pilastras en su pared exterior. En el extremo este de la habitación hay una depresión más grande en el suelo, ya sea una cisterna o un granero. Según el panel de información, podría haber sido un cuarto de trabajo, pero también hay evidencia en círculos similares en otras localizaciones de que la gran sala norte podría haber servido como dormitorio o como lugar para almacenar alimentos.
Si la habitación norte era un taller, las habitaciones 8 y 9 al oeste del patio interior posiblemente se usaron para dormir. Hallazgos en otros círculos los identifican como trasteros o pequeños talleres. Los huecos en las jambas de las puertas muestran que las entradas podrían cerrarse con puertas. El cuarto angosto (7), que se une al sur, fue ciertamente un cuarto de almacenamiento. La habitación (11) en el lado este de la casa contiene un pozo de descarga de cenizas (12). Puede haber servido como sala de reuniones o comedor.
A la izquierda de la entrada, se construyó un edificio hipóstilo, directamente contra la pared exterior de la casa. Es un tipo de construcción característico de la cultura talayótica, que se encuentra a menudo como un anexo de las casas redondas post-talayóticas, pero que también se encuentra al aire libre en el exterior de los asentamientos (como Es Galliner de Madona). A diferencia de los círculos, que estaban cubiertos por un techo de ramas, arcilla y pequeñas piedras, un hipóstilo tiene un techo de grandes losas planas de piedra que descansan sobre pilastras y columnas polilíticas. El hipóstilo de la casa de Biniparratx Petit conserva cuatro de los paneles originales del techo. En el interior se conservan cinco pilastras y tres columnas. Con una superficie útil de 12 m² el edificio ocupa un área de 35 m². Originalmente constaba de una sola habitación. El tabique que se ve en la actualidad fue construido en el siglo I a. C. Se cree que los hipóstilos fueron graneros.

Vistas
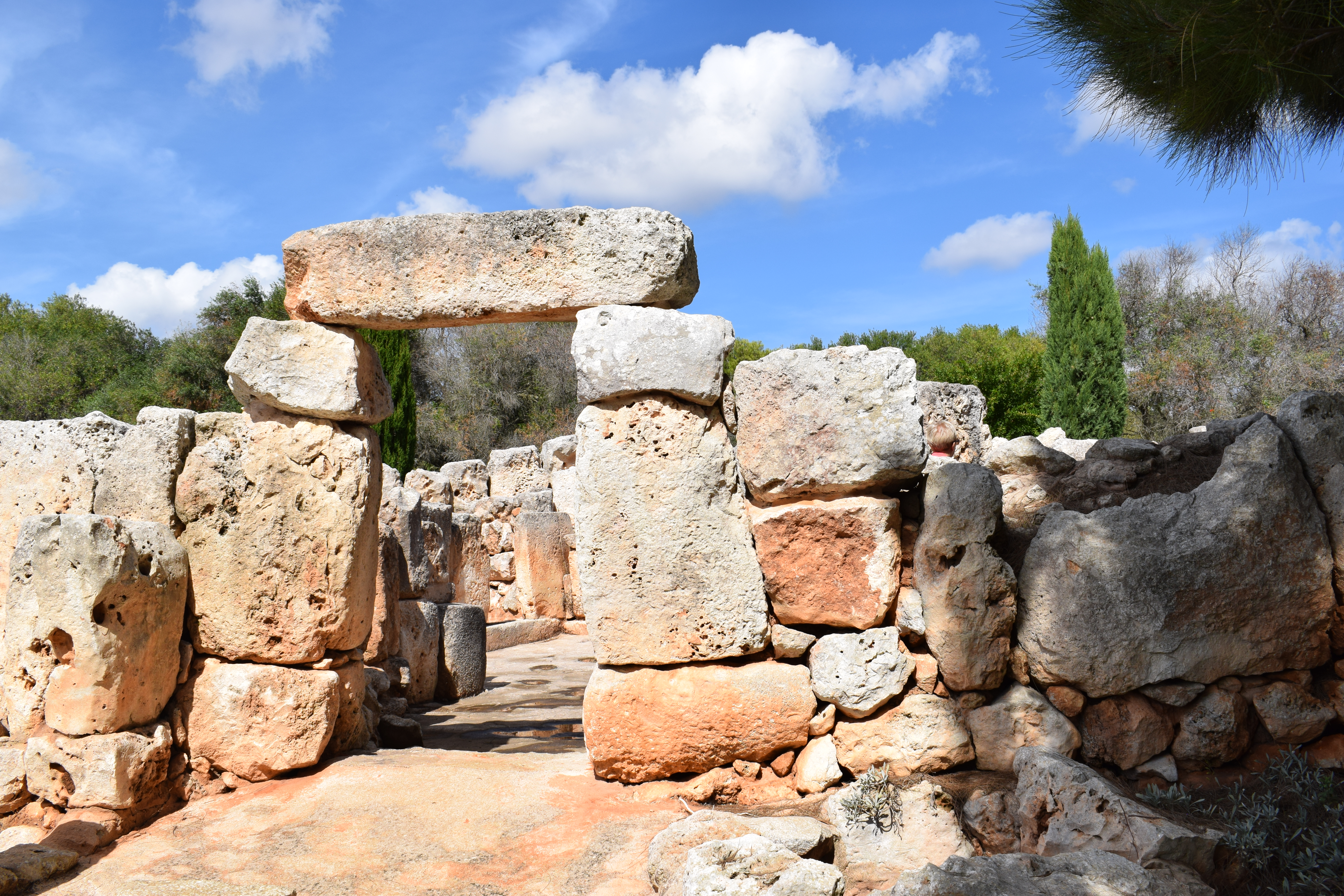
Entrada.
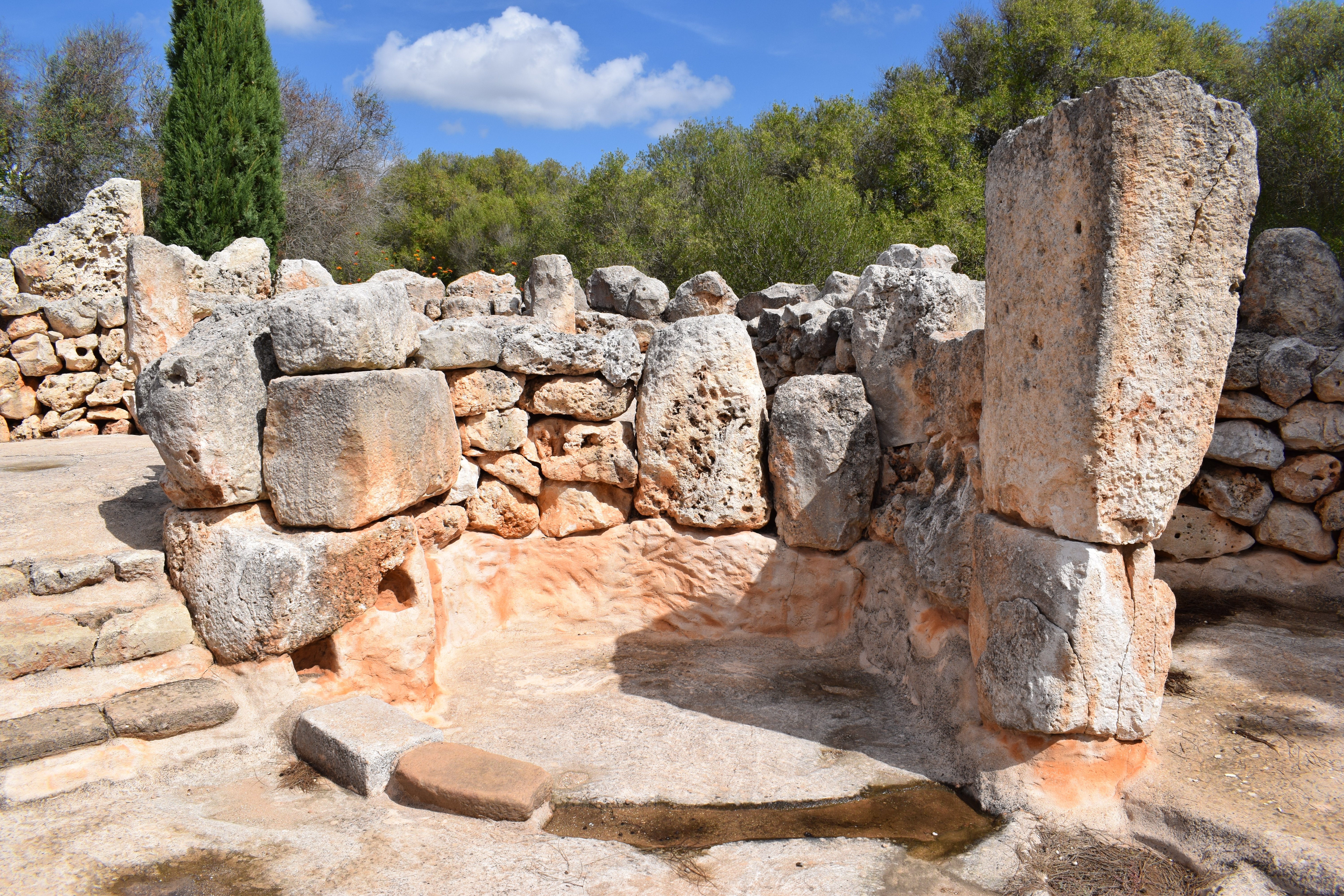
Hogar en el patio interior.
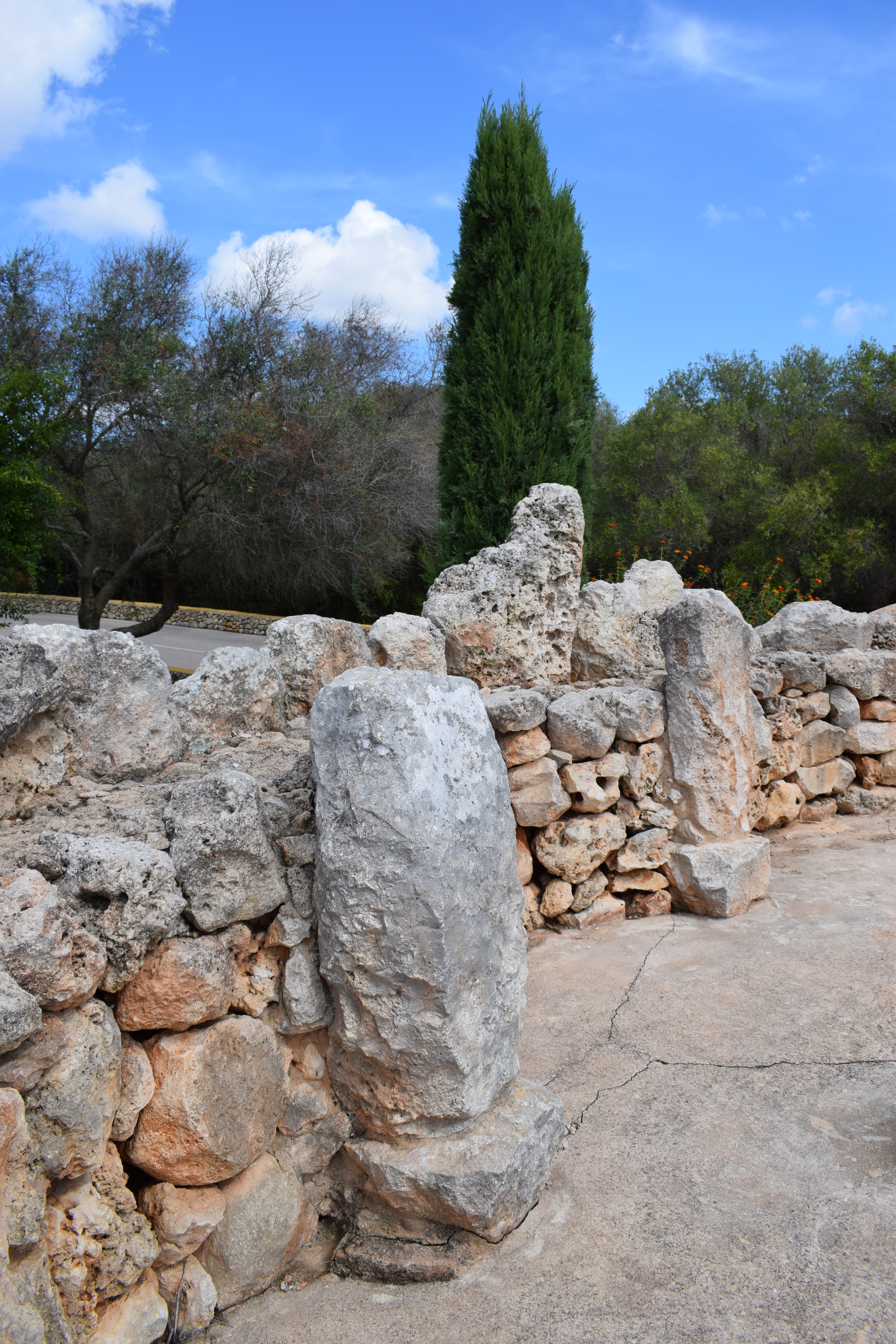
Pilastras en la habitacion norte.
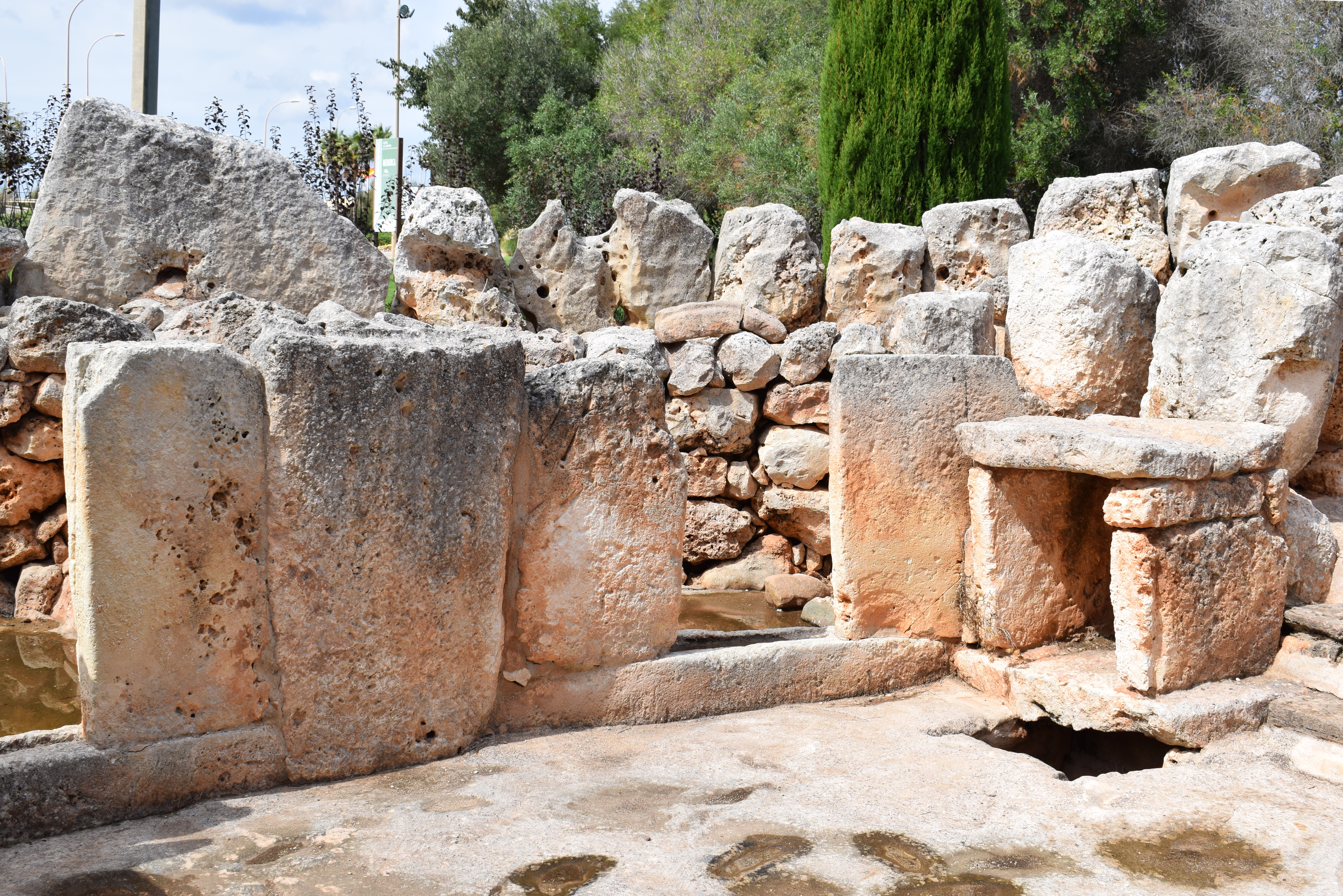
Lado occidental del patio interior con las entradas en las habitaciones 8 y 9, a la derecha, posiblemente un altar.
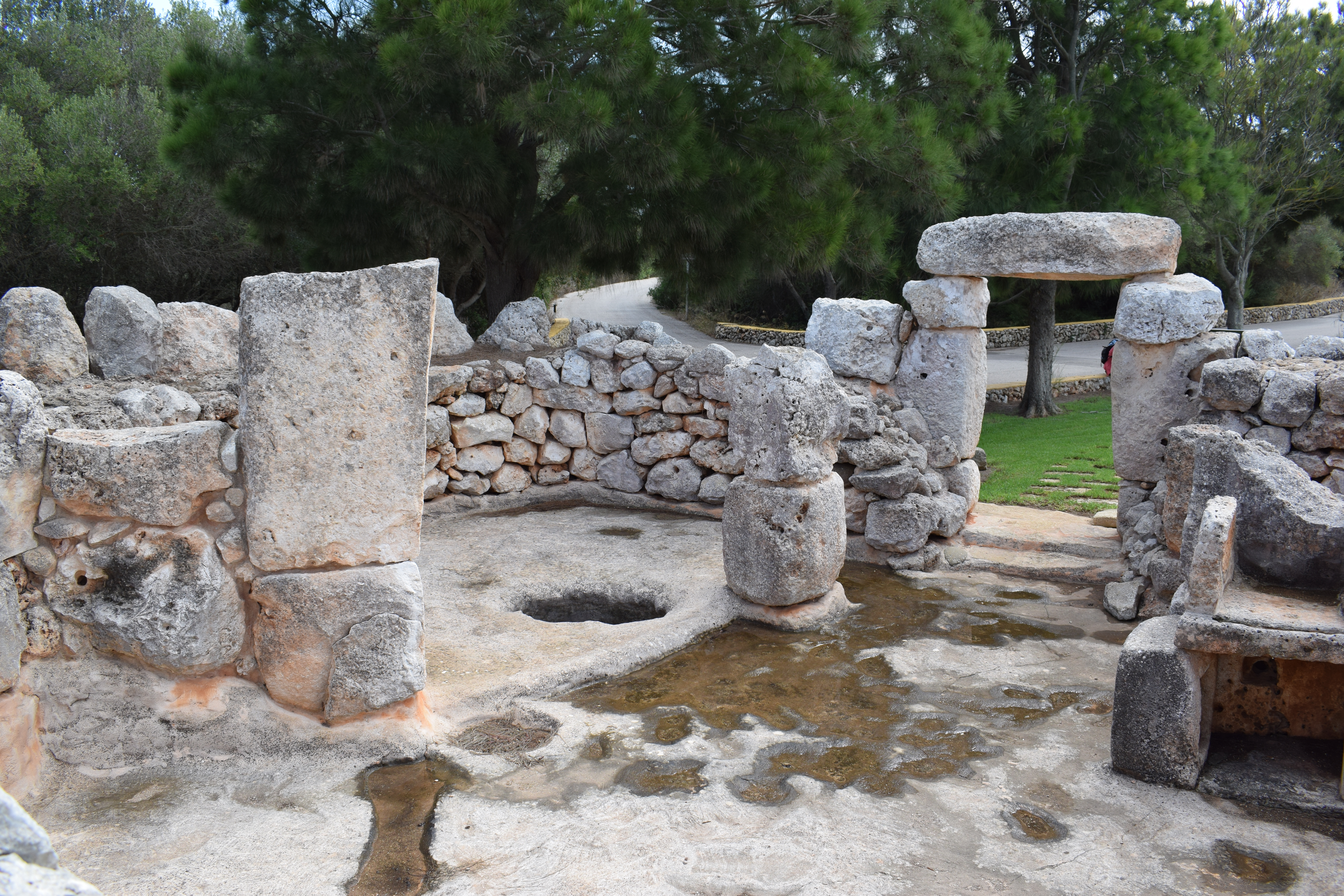
Lado oriental del patio: vita a la habitación 11 con pozo de deshechos.
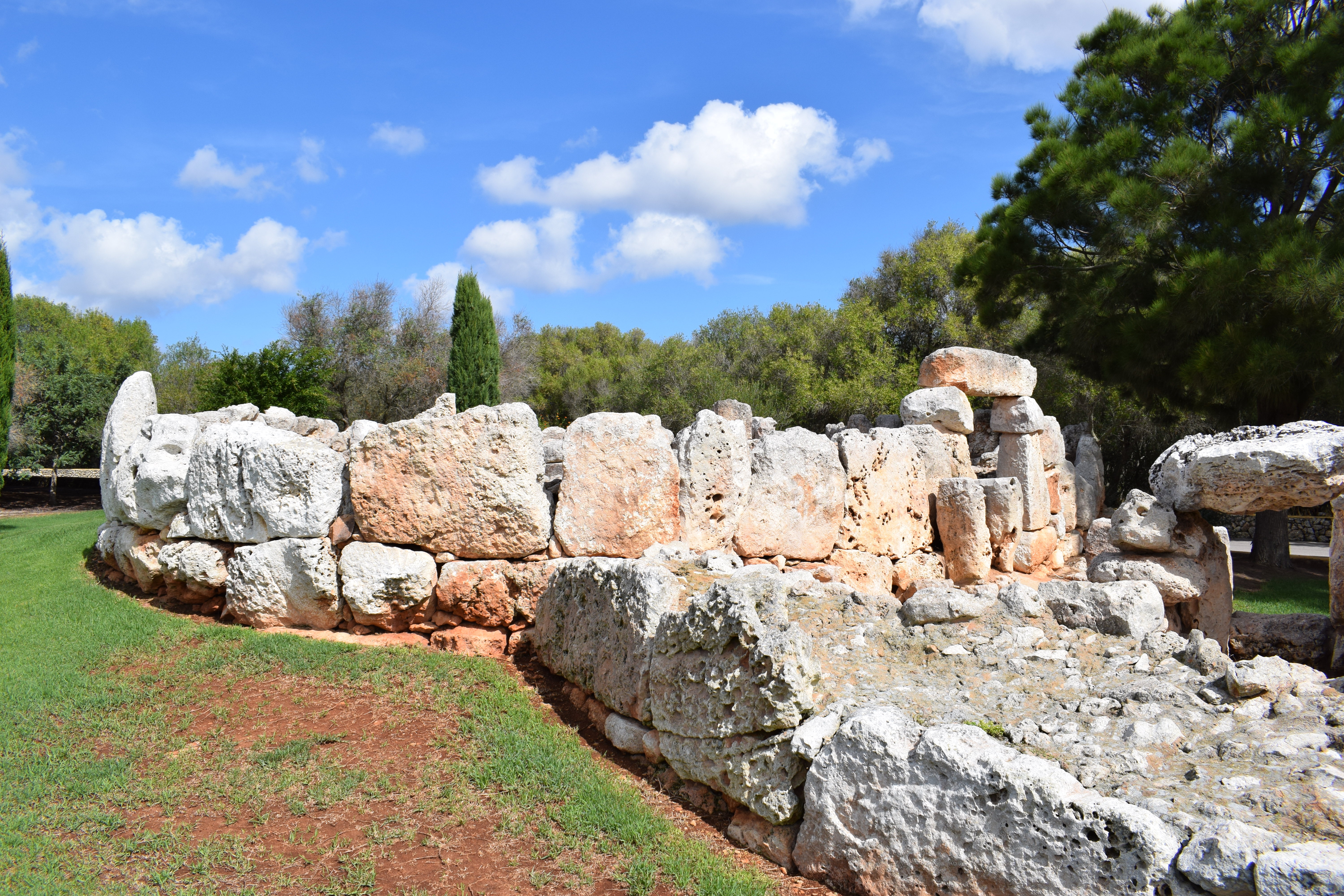
Muros megalíticos exteriores de la casa.
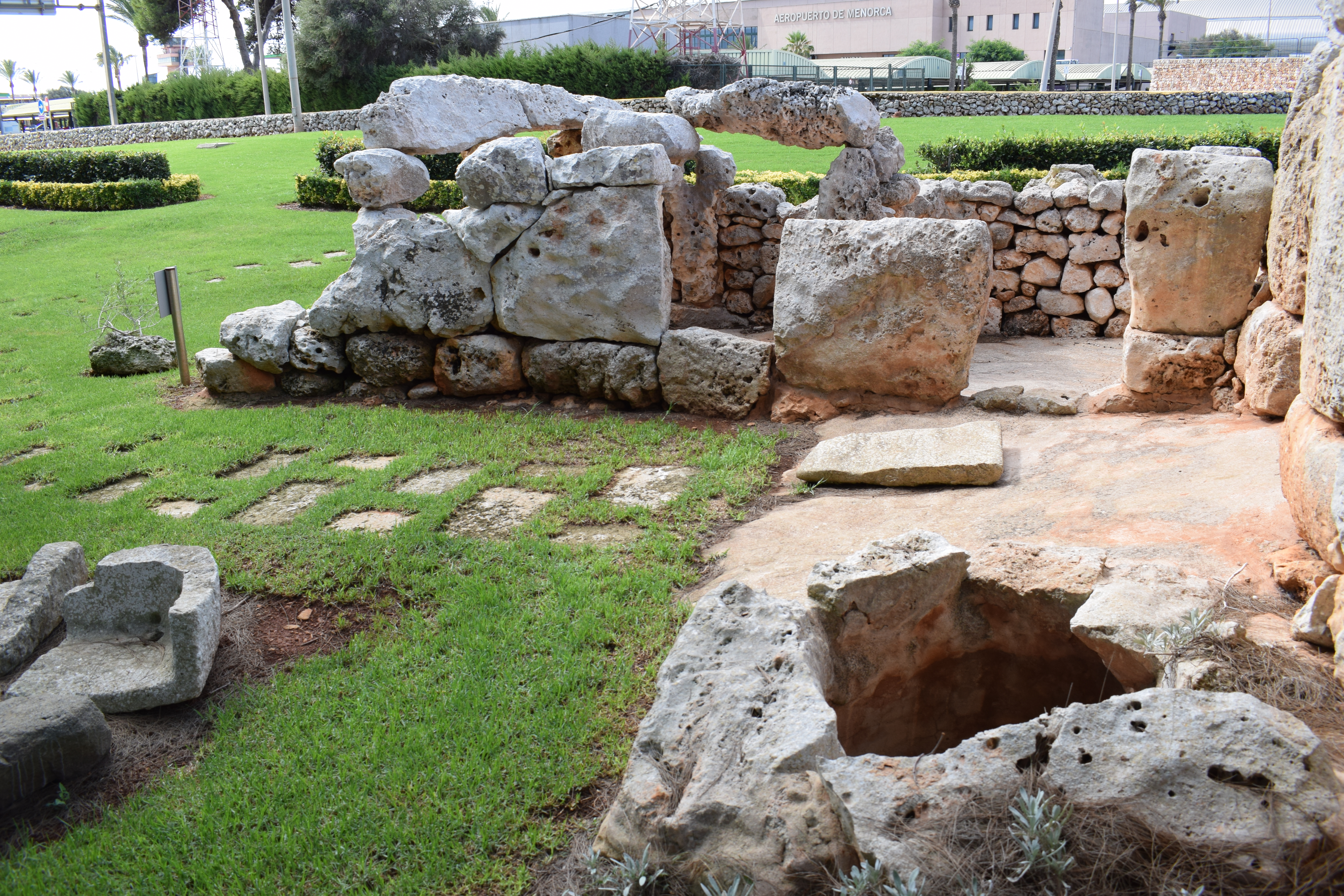
Vista a la hipóstila desde el este, delante una cisterna.

## Historia de la excavación
Menorca cuenta con un extenso patrimonio arqueológico. Cubriendo un área de alrededor de 700 km² hay más de 1500 yacimientos arqueológicos, de los cuales alrededor de 1400 están legalmente protegidos como Bien de Interés Cultural. En 1964, la construcción del Aeropuerto de Menorca afectó o destruyó algunos de los yacimientos prehistóricos. Al sur, el recinto del aeropuerto se superpone con el poblado prehistórico de Biniparratx Petit. Este yacimiento, al oeste del municipio de San Luis, a una altitud de 77 m y a unos 2,3 km del mar, el yacimiento es un monumento protegido desde 1966. El edificio más llamativo del asentamiento es un talayot - una estructura en forma de torre cuya función aún no se ha dilucidado por completo. Al sur del mismo, María Luisa Serra (1911-1967) realizó una primera excavación en 1967. Los resultados no han sido publicados, pero probablemente de esta excavación procedan algunos hallazgos en las colecciones del Museo de Menorca atribuidos a Biniparratx Petit.
Cuando se amplió el área de seguridad en el extremo sur de la calle de rodaje en la década de 1990, partes del antiguo asentamiento amenazaron con ser destruidas. El operador del aeropuerto Aena acordó con la Comisión del Patrimonio Histórico-Artístico y los órganos competentes del Consejo Insular de Menorca para examinar los efectos de las medidas de construcción en el yacimiento y, si es necesario, tomar medidas para protegerlos. En 1993, Joan C. de Nicolás Mascaró realizó un reconocimiento arqueológico de la zona afectada. Incluso antes de que se eliminara la densa vegetación, hacía 20 m al oeste del talayot y unos 100 m al norte del antiguo sitio de Serra se encontró una columna monolítica que sostenía una losa del techo. Resultó que era solo la parte visible de una vivienda casi circular relativamente bien conservada, en cuya pared exterior se encontraban los restos de una hipóstila.
La excavación -realizada de nuevo por Joan C. de Nicolás Mascaró- se llevó a cabo desde mediados de enero hasta finales de abril de 1995. Aunque el trabajo se concentró en la casa talayótica, se estudió un área dos veces mayor -un total de 362 m²- descubierto para examinar también su conexión con otras estructuras del asentamiento con el que una vez fue integral. La excavación arrojó una gran cantidad de huesos de mascotas y conchas de mejillones que dieron pistas sobre la dieta de los antiguos residentes. Además, se encontraron numerosos fragmentos de vasijas de cerámica de diferentes fases de asentamiento. Aunque no se realizó ningún análisis de radiocarbono, se puede hacer una determinación de edad a partir de la cerámica. En consecuencia, la casa fue habitada inicialmente del IV al III a. C., pero luego fue abandonada. En el II siglo a. C. comenzó un segundo período de habitación que duró hasta la conquista romana de las Islas Baleares en el 123 a. C. Al menos partes de la casa fueron usadas de nuevo del I siglo a. C. al I siglo después de Cristo.
Para cumplir con los requisitos de protección del monumento y los intereses del operador del aeropuerto, se decidió trasladar la casa a una nueva ubicación. La elección recayó en una zona verde frente a la salida del aparcamiento del aeropuerto. En preparación para la reconstrucción de la casa, se midió con precisión el sitio y se numeraron todas las piedras. El terreno irregular de la casa se reprodujo en la nueva ubicación con una base de hormigón. Después de que las piedras, algunas de las cuales pesaban varias toneladas, fueran transportadas al lugar de la instalación, la casa fue reconstruida fiel al original en el verano de 1995.